# Леднёв, Фёдор Юрьевич
Фёдор Ю́рьевич Леднёв (род. 19 декабря 1971, Минск) — российский дирижёр.
Лауреат «Золотой маски» 2019 года в номинации «Лучшая работа дирижёра в балете» за постановку «Пахита» в Екатеринбургском театре оперы и балета и 2024 года в номинации «Лучшая работа дирижёра в опере» за постановку «Замок герцога Синяя Борода» в Пермском театре оперы и балета имени П. И. Чайковского. Лауреат Премии Правительства Санкт-Петербурга в области культуры и искусства (2021).

## Биография
Родился в Минске, родители познакомились во время учёбы в Минском радиотехническом институте. Папа родом из Смоленской губернии, мама — из южных регионов России. В 1990 году окончил Среднюю специальную музыкальную школу при Белорусской государственной консерватории, после чего уехал из Минска.
Окончил Санкт-Петербургскую консерваторию имени Н. А. Римского-Корсакова по классам хорового дирижирования (1995) и оперно-симфонического дирижирования (1998). С 1995 года преподаёт в Санкт-Петербургском музыкальном училище имени Н. А. Римского-Корсакова. В качестве вокалиста принимал участие в постановках старинных и современных опер. Среди партий: Латин («Эней в Лацио» Сарти, 1999), Кауфман («Якоб Ленц» Рима, 2001), Орфей («Орфей» Монтеверди, 2002).
Как приглашённый дирижёр сотрудничал с Государственным академическим симфоническим оркестром России, Российским национальным оркестром, Российским национальным молодёжным симфоническим оркестром, Симфоническим оркестром Санкт-Петербургской филармонии, хором и оркестром musicAeterna и другими. С 2019 года — дирижёр musicAeterna, с 2022 года — Нижегородского театра оперы и балета.
Участвовал в постановках опер «Воццек» Берга в Большом театре, Medeamaterial Дюсапена и «Носферату» Курляндского в Пермском театре оперы и балета. Дирижёр-постановщик опер «Замок герцога Синяя Борода» Бартока (пролог и эпилог Валерия Воронова, 2022) и «Похождения повесы» Стравинского (2024) в Пермском театре оперы и балета; спектакля «Пиковая дама. Балет» Юрия Красавина (Нижегородский театр оперы и балета, 2024), концертного исполнения оперы Адамса «Доктор Атом» (Новая опера, 2023). Участвовал в первом исполнении более 200 сочинений российских и зарубежных композиторов.
Исполняет современную академическую музыку. Постоянный дирижёр ансамбля eNsemble (Санкт-Петербург) и Московского ансамбля современной музыки, выступает со Студией новой музыки и ГАМ-ансамблем (Москва), ансамблями Nostri Temporis (Украина), KNM (Германия), Phoenix (Швейцария).